# Jacques-François Ancelot
Jacques Arsène François Polycarpe Ancelot (Le Havre, 9 gennaio 1794 – Parigi, 7 settembre 1854) è stato un drammaturgo e scrittore francese.
Nel 1816, il suo testo teatrale Warwick venne accettato dal Théâtre Français, ma non fu mai prodotto. Tre anni dopo, una tragedia in cinque atti, Louis IX, venne messa in scena, raggiungendo le cinquanta rappresentazioni, portandogli una pensione di 2000 lire da parte di Luigi XVIII. Tre edizioni del testo andarono rapidamente esaurite. La sua opera successiva, Le Maire du palais venne rappresentata nel 1825 con minor successo, ma gli valse la croce della Legion d'onore. Nel 1824, produsse Fiesque, un abile adattamento del Fiesco de Schiller. Nel 1828 apparve Olga, ou l'Orpheline moscovite la cui trama gli fu ispirata da un viaggio effettuato in Russia nel 1826. Verso lo stesso periodo, scrisse Marie de Brabant (1825), poema in sei canti; L'Homme du monde (1827), romanzo in quattro volumi, trasposto in seguito sulla scena e, nel 1829, un testo teatrale, Élisabeth d'Angleterre.
Alla Rivoluzione di luglio, perse immediatamente il suo posto di conservatore presso la Bibliothèque de l'Arsenal e di bibliotecario del re. Impiegò i dieci anni seguenti a scrivere principalmente vaudeville, drammi e commedie leggere. Una tragedia, Maria Padilla (1838), gli valse un seggio all'Académie française nel 1841. Nel 1849 venne inviato dal governo a Torino, Firenze, Bruxelles e altre capitali per negoziare i diritti d'autore internazionali. I trattati da lui conclusi dopo poco furono, in gran parte, il risultato del suo tatto e della sua intelligenza.
Era il marito della scrittrice Virginie Ancelot.

## Opere
- Poésies (1853). Testo on line[collegamento interrotto]
- Œuvres complètes de M. Ancelot, précédées d'une notice sur sa vie et ses ouvrages (1855)
- Vie de Chateaubriand (1856)
- Six mois en Russie: lettres écrites à M.X.-B. Saintines en 1826, à l'époque du couronnement de S.M. l'Empereur, Paris, Hachette, 1972. Testo on line[collegamento interrotto]